# Dewas (ciutat)
Dewas (hindi/Marathi देवास) és una ciutat u municipi de l'altiplà de Malwa, a l'estat de Madhya Pradesh, capital del districte de Dewas i abans del principat de Dewas (branques Dewas Sènior i Dewas Junior) i de les parganes de Dewas (de les dues branques).
El seu nom deriva de Devi Vaishini un turó proper a la ciutat que té el temple de Devi Chamunda. Està situada a 22° 58′ N, 76° 04′ E / 22.97°N,76.07°E i segons el cens del 2001 té 231.672 habitants.